# Estación Abasolo
Estación Abasolo är en ort i Mexiko.   Den ligger i kommunen Abasolo och delstaten Guanajuato, i den centrala delen av landet, 280 km väster om huvudstaden Mexico City. Estación Abasolo ligger 1 691 meter över havet och antalet invånare är 543.
Terrängen runt Estación Abasolo är platt österut, men västerut är den kuperad. Runt Estación Abasolo är det ganska tätbefolkat, med 116 invånare per kvadratkilometer. Närmaste större samhälle är Abasolo, 7,5 km sydost om Estación Abasolo. Trakten runt Estación Abasolo består till största delen av jordbruksmark.